# Guanto monouso per uso sanitario

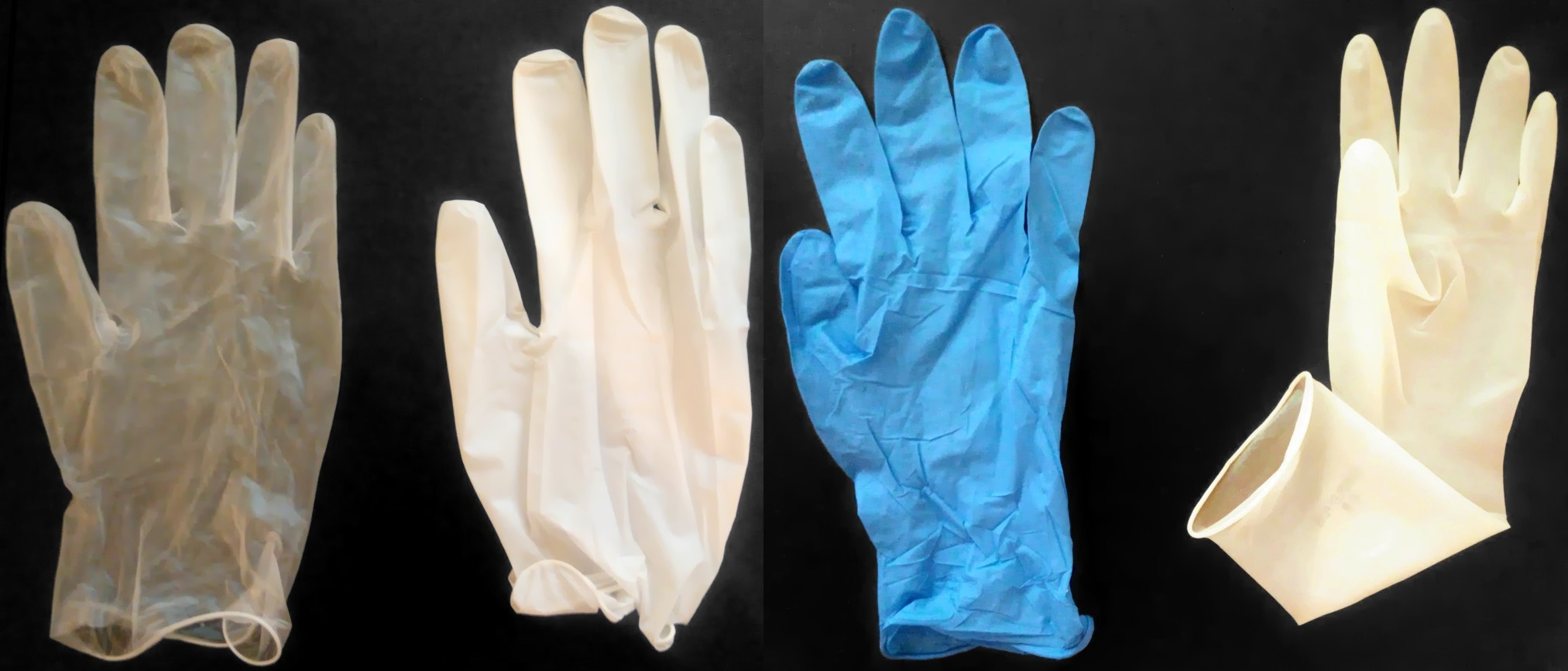
Esempi di guanti per uso sanitario. Da sinistra a destra: in vinile, vinile elastico, nitrile e lattice.

Il guanto monouso per uso sanitario (a volte chiamato anche guanto medicale, o guanto a uso medico, o più impropriamente guanto chirurgico) è un tipo di guanto di gomma monouso utilizzato durante gli esami e le procedure sanitarie per aiutare a prevenire la contaminazione incrociata tra operatori sanitari e pazienti.
Possono essere realizzati con materiali polimerici diversi, tra cui lattice, gomma nitrilica, polivinilcloruro e neoprene, polietilene.
Oltre all'ambito sanitario, i guanti medicali possono essere utilizzati nei laboratori chimici e biochimici come protezione di base contro agenti corrosivi e la contaminazione superficiale. Tuttavia sono facilmente penetrabili da solventi e varie sostanze chimiche pericolose, per cui non devono essere utilizzati per il lavaggio di stoviglie o quando l'attività prevede l'immersione della mano guantata nel solvente.

## Tipologie
Esistono vari tipi di guanti medicali: da esame e da chirurgia, sterili e non sterili, con o senza radioprotezione, marcati come dispositivo medico (DM) o come dispositivo di protezione individuale (DPI). 
I guanti chirurgici hanno una migliore precisione e sensibilità e sono realizzati adottando appositi standard. I guanti da esame sono disponibili sia sterili che non sterili, mentre i guanti chirurgici sono sterili.
Possono essere ricoperti da polvere di amido di mais per lubrificare l'interno dei guanti, in modo da indossarli più facilmente. L'amido di mais ha sostituito la polvere e il talco di Lycopodium, che possono provocare irritazione ai tessuti, sebbene anche l'amido di mais può impedire la guarigione se entra nei tessuti (ad esempio durante un intervento chirurgico). 
Le polveri lubrificanti ed alcuni materiale costitutivi il guanto, in particolare il lattice, sono associati a rischio allergico. Speciali processi di trattamento delle superfici, come la clorinazione, sono utilizzati per mantenere la scorrevolezza del guanto anche senza polveri lubrificanti. Dal dicembre 2016 la FDA ha definitivamente bandito negli USA l'utilizzo di guanti polverizzati in chirurgia o nella gestione del paziente; pertanto anche nella UE, durante un intervento chirurgico e altre procedure sensibili vengono utilizzati più spesso i guanti non polverizzati. 

## Normativa europea
La marcatura DM o DPI è esclusiva, non possono essere apposte entrambe e viene decisa dal fabbricante a seconda della funzione principale. Un apposito chiarimento interpretativo delle norme permette nella UE l'utilizzo con duplice funzione sia come DM che come DPI di guanti con una sola marcatura.
Nelle forniture ospedaliere i guanti medicali DPI oltre alla registrazione come D.P.I. di III categoria ex D.Lgs. 475/92 e, dunque, la rispondenza alle norme UNI EN 374-1-2-3, devono rispettare i requisiti di Dispositivi Medici ai sensi del D.Lgs. 46/97 e, dunque, avere la rispondenza alle norme UNI EN 455 -1-2-3-4.